# Liste des cardinaux créés par Nicolas V
Le pape Nicolas V a créé 11 cardinaux dans 4 consistoires.

## 16 février1448
- Antonio Cerdà i Lloscos, O.SS.T., archevêque de Messine

## 20 décembre1448
- Astorgio Agnensi, archevêque de Bénévent
- Latino Orsini, archevêque de Trani
- Alain IV de Coëtivy, évêque d'Avignon
- Jean Rolin, évêque d'Autun
- Filippo Calandrini, évêque de Bologne
- Nikolaus von Cus, archidiacre de Brabant

## 23 avril1449
- Amédée de Savoie, évêque de Genève, jusqu'alors l'antipape Felix V jusqu'en mars 1449[1]

## 19 décembre1449
- Jean d'Arces, archevêque de Tarentaise
- Louis de La Palud, O.S.B., évêque de Maurienne
- Guillaume-Hugues d'Estaing, O.S.B., archidiacre de Metz